# Кокемяки
Ко́кемяки (фин. Kokemäki швед. Kumo) — город и община в провинции Сатакунта в губернии Западная Финляндия. Население города составляет 6,766 человек (31 декабря 2023) и он занимает площадь 531,27 км² из которых водная поверхность составляет 50,04 км². Плотность населения — 14,53 чел/км².
Река Кокемяэнйоки протяженностью 121 км течет из озера Лиековеси в регионе Пирканмаа, через Кокемяки и впадает в Ботнический залив в Пори. Гидроэлектростанция Кольси также расположена в Кокемяки. Река Кокемяэнйоки издавна была важным водным путем и хорошо известна своим лососем, сигом и миногой.

## Города-побратимы
- Лиер (с 1945 года)[7]
- Пылтсамаа (c 1991 года)
- Фальчёпинг (c 1945 года)
- Хобро (c 1945 года)